# A Cinema Girl's Romance
A Cinema Girl's Romance è un film muto del 1915 diretto da George Pearson.

## Trama
Un uomo, tornato dall'estero, uccide il seduttore di un'attrice, la donna di cui lui è innamorato.

## Produzione
Il film fu prodotto dalla G.B. Samuelson Productions.

## Distribuzione
Distribuito dalla Royal Film Distributors, il film uscì nelle sale cinematografiche britanniche nel febbraio 1915.